# Johann Nepomuk Vogl

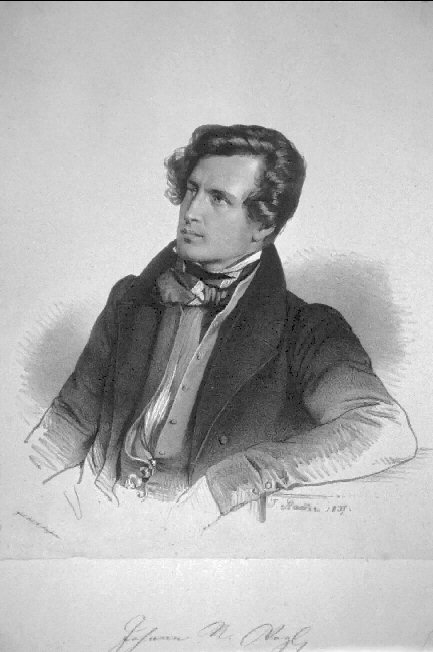
Johann Nepomuk Vogl, Lithographie von Johann Stadler 1837

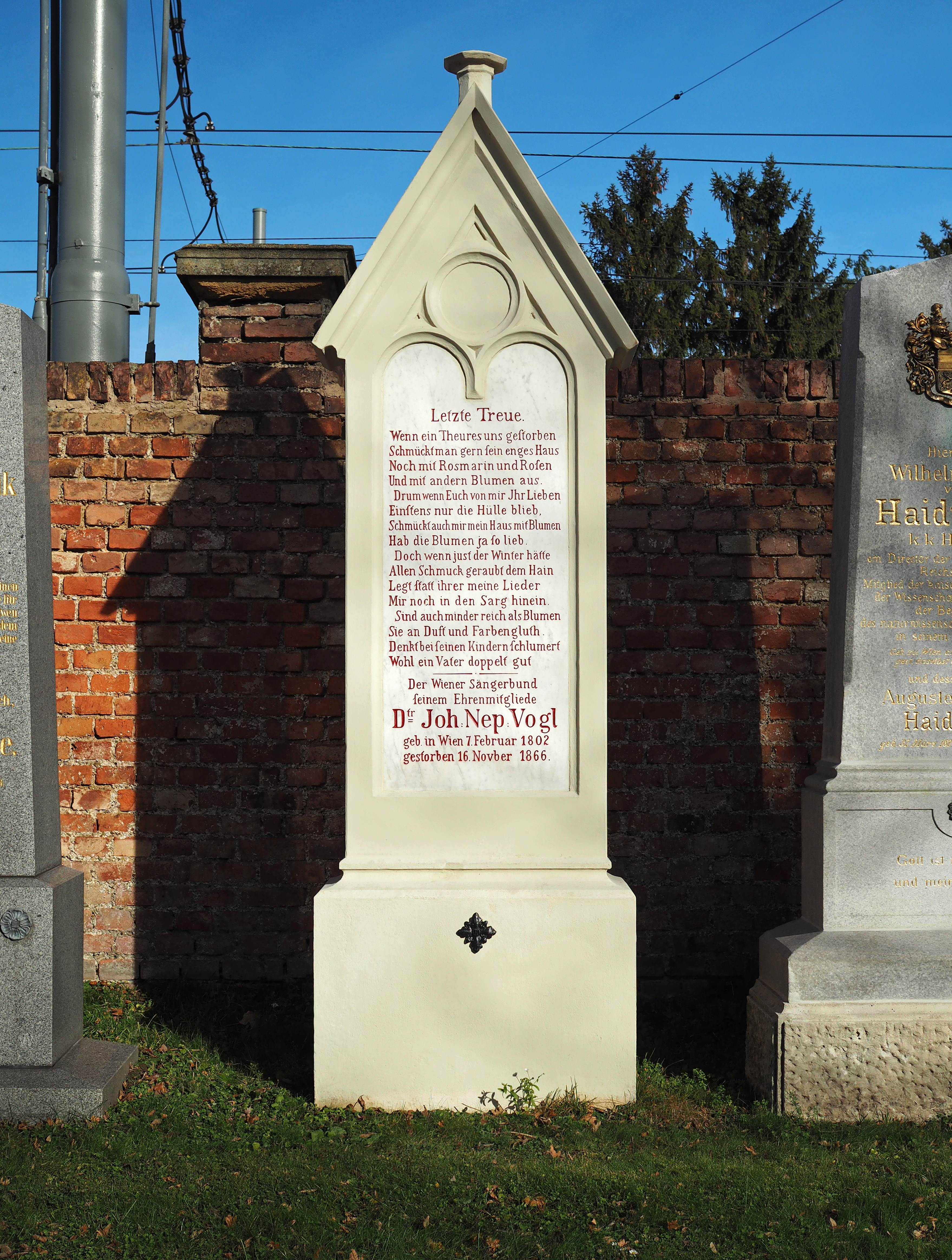
Grabstätte von Johann Nepomuk Vogl

Johann Nepomuk Vogl (* 7. Februar 1802 in Wien; † 16. November 1866 ebenda) war ein österreichischer Schriftsteller, Lyriker und Publizist.

## Biografie
Über Vogls Leben ist sehr wenig bekannt. Er schrieb hauptsächlich Gedichte, Balladen, Dramen, Novellen sowie Essays. Die Anzahl seiner inventarisierten Werke geht in die Hunderte. Darüber hinaus gab er mehrere Almanache und Taschenbücher heraus, darunter das Österreichische Wunderhorn (ab 1834) und den Österreichischen Volkskalender.
Vogl war Mitglied der sich im Wiener Kaffeehaus Silbernes Kaffeehaus versammelnden Literatengruppe.
Hauptsächlich sind seine zahlreichen Balladen der Wiener Spätromantik zuzuordnen. Viele dieser Balladen sind später vertont worden, u. a. von Carl Loewe, Franz von Suppè sowie Carl Gottfried Salzmann und Franz Schubert.
Er ruht in einem Ehrengrab auf dem Wiener Zentralfriedhof (Gruppe 0, Reihe 1, Nummer 6).

1894 wurde in Wien-Währing (18. Bezirk) der Johann-Nepomuk-Vogl-Platz nach ihm benannt.

## Werke
Balladen
- Das Erkennen
- Das Sclavenschiff (1830)
- Heinrich der Vogler
- Der Geächtete
- Blumenballade
- Die vier Evangelisten in der Sophienkirche zu Constantinopel
- Die Sieger von Wien
- Der Mönch zu Pisa

sonstige Lyrik
- Am Klosterbrunnen
- Das vergessene Land
- Die Kaiserjagd im Wienerwald
- Die schwarzen Augen

Gedichtsammlungen
- Iris 1840
- Iris 1844
- Iris 1848

## Trivia
Auf Vogls Gedicht Alpenunschuld geht die Redewendung „Auf da Oalm da gibt's kan Sünd!“ zurück. Karl May verwendet das Gedicht mit dem Vers "auf der Alm. da gibts ka Sünd!" plagiatorisch in Band 66 seiner gesammelten Werke "Der Peitschenmüller".